# Lodovico Pavoni
Lodovico Pavoni (Brescia, 11 settembre 1784 – Saiano, 1º aprile 1849) è stato un presbitero italiano, fondatore della Congregazione religiosa dei Figli di Maria Immacolata (Pavoniani): è stato proclamato beato da papa Giovanni Paolo II nel 2002 e canonizzato da papa Francesco nel 2016.

## Biografia

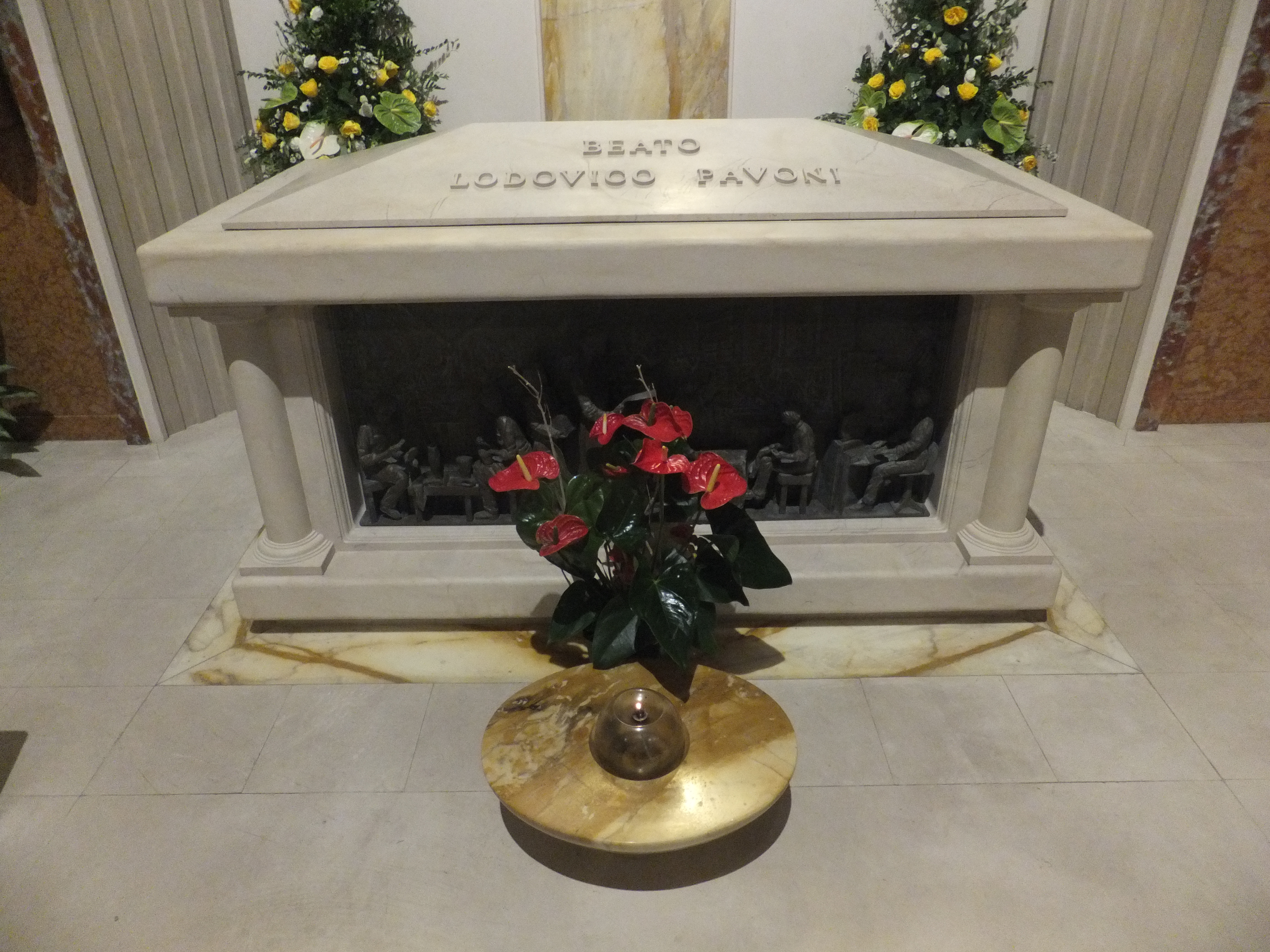
La tomba di Pavoni nella Chiesa di santa Maria Immacolata di Brescia

Lodovico Pavoni nasce a Brescia l'11 settembre 1784 da genitori nobili e benestanti, che lo educano cristianamente, evitandogli il pericolo di diventare il "giovin signore" di pariniana memoria. Si rivela subito un ragazzo vivace e geniale, dotato di buona intelligenza, aperto a molti interessi (pittura, caccia, equitazione, meccanica...), sensibile ai problemi sociali.
Ordinato sacerdote nel 1807, si dedica subito a un'intensa attività catechetica, fondando presto un suo oratorio per l'educazione cristiana dei ragazzi più poveri, anticipando i moderni centri educativi e l'associazionismo giovanile.
Nel 1812 il vescovo Gabrio Maria Nava lo nomina suo segretario, consentendogli tuttavia di continuare a dirigere l'oratorio, sempre più frequentato.
Nel 1818, nominato Canonico del Duomo, si dedica alla fondazione di un "privato Istituto di beneficenza" con annesso "Collegio d'arti", che dal 1821 si chiamerà "Pio Istituto S. Barnaba", per giovani poveri o abbandonati, con annessa in seguito una sezione per sordomuti.
Nei trent'anni successivi sviluppa un suo metodo educativo, che lo pone all'avanguardia dei pedagogisti dell'Ottocento: gli elementi chiave (ragionevolezza, amore, prevenzione, centralità della fede, importanza del lavoro) verranno ripresi e sviluppati da don Bosco. In particolare:
- crea un modello di istruzione e di avviamento al lavoro che anticipa le attuali scuole professionali;
- inizia un'intensa attività tipografica ed editoriale, preludio all'apostolato contemporaneo nei mass media;
- introduce nel mondo del lavoro riforme innovative, anticipando la dottrina sociale della "Rerum Novarum" (dignità del lavoro, salario familiare, assistenza nelle malattie, licenziamento solo per giusta causa e con preavviso, partecipazione del lavoratore agli utili di azienda);
- fonda, infine, la Congregazione dei Figli di Maria Immacolata (Pavoniani), che appare così audace e originale (i "frati-operai") da suscitare a lungo perplessità nelle autorità civili e religiose (sacerdoti e religiosi laici collaborano "alla pari" come educatori della fede, come maestri d´arte e di umanità).

Muore il 1º aprile 1849 a Saiano, in provincia di Brescia, mentre si adopera per portare in salvo i suoi ragazzi durante l'insurrezione dei bresciani contro gli Austriaci (le dieci giornate di Brescia).
La Chiesa riconosce l'eroicità delle sue virtù, proponendolo come modello di vita cristiana, il 5 giugno 1947 e lo beatifica il 14 aprile 2002; successivamente, la parrocchia di Saiano decide di intitolare l'oratorio dell'omonima frazione in suo onore. È stato canonizzato il 16 ottobre 2016.

## I miracoli per la beatificazione e la canonizzazione

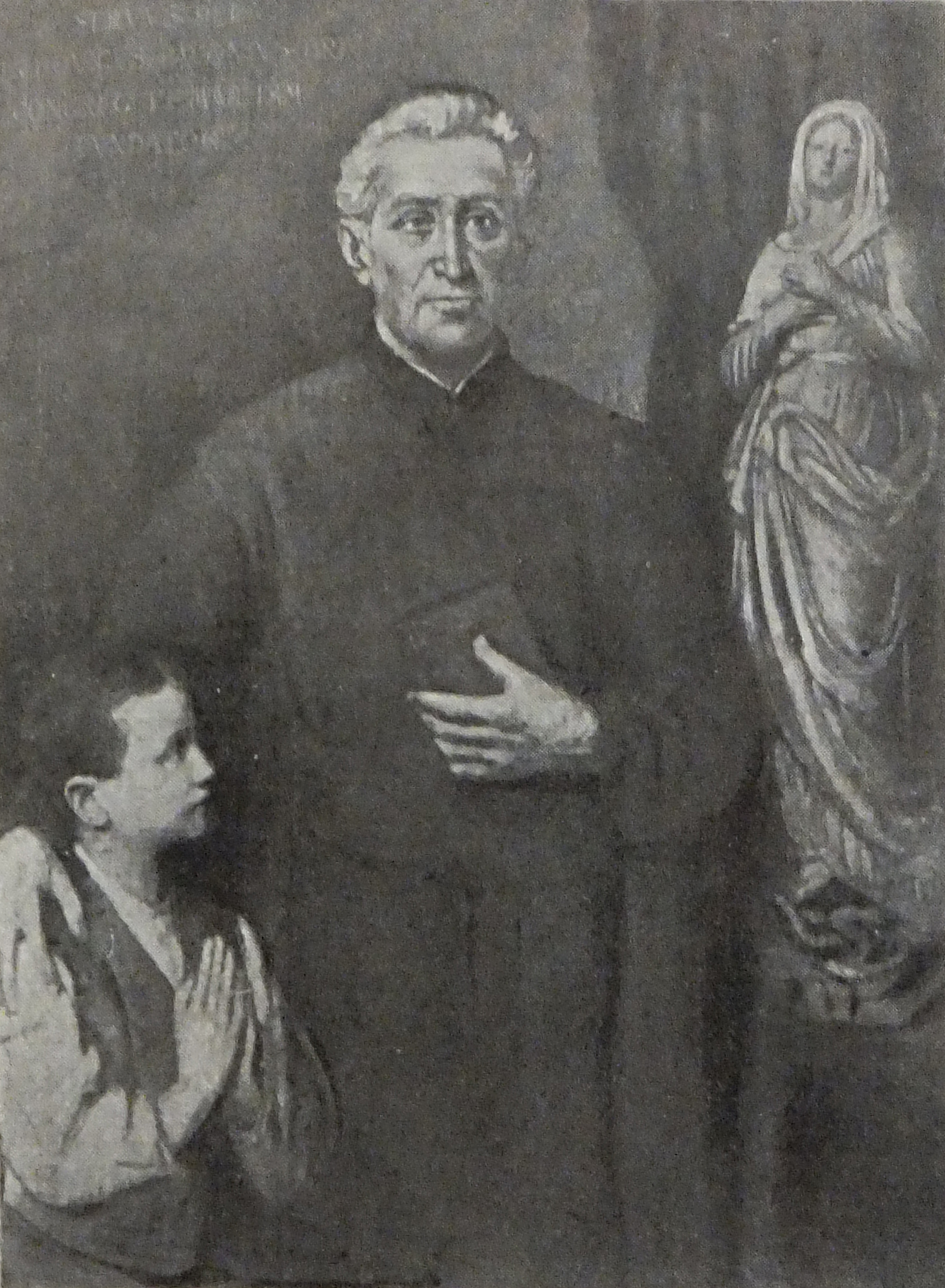
Lodovico Pavoni con un bambino sordomuto in un santino del 1913

Ai fini della beatificazione, la Chiesa cattolica ritiene necessario un miracolo: nel caso di Lodovico Pavoni ha ritenuto miracolosa la guarigione, avvenuta nel 1909, di Maria Stevani, affetta da tifo addominale che l'aveva ridotta in fin di vita.
I sintomi della malattia consistevano in vomito incessante, febbre molto elevata, delirio continuo, complicazioni meningee e stato quasi comatoso. I medici disperavano di salvarla, e la terapia era ormai limitata a fiale di caffeina e canfora per sostenere il circolo. In questa situazione si pregò per ottenere l'intercessione del servo di Dio Lodovico Pavoni, e fu applicata una sua reliquia sotto il cuscino della malata, alla quale fu impartita l'assoluzione sacramentale.
Subito dopo la febbre iniziò a scendere e la Stevani entrò in un sonno profondo. La mattina successiva i disturbi erano cessati e la giovane manifestò il desiderio di alimentarsi. Dopo la guarigione non ebbe seguiti della malattia, ma si sposò e lavorò come insegnante.
Dopo il parere favorevole della Consulta Medica - che aveva definito la guarigione improvvisa, completa, duratura e scientificamente inspiegabile - e della Congregazione per le Cause dei Santi, il 20 dicembre 2001 Giovanni Paolo II approvò il decreto relativo, definendo la guarigione un "miracolo di Dio, ottenuto per intercessione del Venerabile Servo di Dio Lodovico Pavoni".
Per la canonizzazione è stata considerata miracolosa un'ulteriore guarigione. Tra le quattro disponibili presso la postulazione, è stata scelta quella vissuta da Honorio Lopes Martins a San Paulo del Brasile nel 2009. Essa presentava infatti la documentazione medica più ricca e completa e il più chiaro riferimento all'invocazione dell'intecessione di Pavoni. Honorio Lopes Martins subì una prostatectomia, che tuttavia evolvette in conseguenze particolarmente gravi, diagnosticate come «accidente cerebrovascolare acuto postoperatorio; polmonite bilaterale ab ingestis complicata da insufficienza respiratoria acuta e insufficienza renale». Fu trasferito in terapia intensiva e i familiari furono avvertiti della scarsa probabilità di sopravvivenza e che, se anche fosse avvenuta, sia le facoltà mentali sia sue condizioni fisiche sarebbero rimaste gravemente compromesse. Il figlio Diomar, religioso appartenente alla congegazione fondata dal beato, fece chiedere a tutte le comunità religiose e laicali pavoniane del Brasile di unirsi in preghiera, chiedendo l'intercessione del beato Lodovico Pavoni per la guarigione del padre. Il 25 luglio il paziente manifestò un miglioramento significativo e rapido, il 27 poté muoversi autonomamente e il 30 luglio fu dimesso dall'ospedale pienamente ristabilito. Il 9 maggio 2016 papa Francesco autorizzò la promulgazione del decreto sul secondo miracolo.
Il rito di canonizzazione fu celebrato il 16 ottobre 2016.